# スターリン勲章
スターリン勲章（スターリンくんしょう、ロシア語: Орден Сталина）は、ソビエト連邦で制定が検討された勲章。共産党中央委員会書記長ヨシフ・スターリンに因む。
最初の構想は、1945年6月22日にヴャチェスラフ・モロトフ、ラヴレンチー・ベリヤ、ゲオルギー・マレンコフ、クリメント・ヴォロシーロフ、アナスタス・ミコヤンの5人が署名し、全連邦共産党中央委員会政治局に提出した議案に登場する。このアイデアはソビエト連邦最高会議での法案準備と金属製サンプル作成の段階で立ち消えとなった。次いで1949年のスターリン70歳記念の折りに勲章制定の機運は再度高まり、イヴァン・ドゥバソフ、ニコライ・モスカリョフ (ru)、A・I・クズネツォフによる勲章のデザイン案も作成された。また、レニングラード造幣局のN・ソコロフが制作した拡大石膏模型（肖像部分の他はレーニン勲章の完全な模倣）もロシア美術館貨幣収集部門に収蔵されている。
これらは党中央委書記局のマレンコフ、ミハイル・スースロフ、そしてスターリンの秘書であったアレクサンドル・ポスクレビシェフのもとへと送られたが、不明確な理由で承認されなかった（スターリン自身は、「今は必要ない。私が死んだら好きにしろ」とコメントしたという）。
1953年にスターリンが死去すると、直後の4月にゴズナクも関わった勲章制作が開始され、そのデザインは赤い五芒星とその輝きを表す金の光線、その周囲を丸く囲むオークと月桂樹の金の枝、そして星の中心に円状の文字「ソ連邦大元帥スターリン」«Генералиссимус СССР Сталин» で囲んだスターリンの肖像、というものであった。材質は金および白金と予定されていたが、貴金属を用いないサンプルも4個制作され、うち1個はサンクトペテルブルク造幣局に現存する。
その後のスターリン批判の風潮の中で勲章制定の機運は弱まり、レオニード・ブレジネフ75歳記念に際しても党レニングラード州委第一書記グリゴリー・ロマノフが2個のサンプルを制作したが、これも構想のみに終わっている。また、1998年3月4日からはロシアの民間団体「ソビエト連邦人民代議員大会常設幹部会」が独自のスターリン勲章を制定・授与している。